# Philippe Contamine
Philippe Contamine (Metz, Mosela, 7 de mayo de 1932 - París, 26 de enero de 2022) fue un profesor-investigador e historiador francés especializado en la historia bélica e historia de la nobleza medieval francesa.
Profesor emérito, titular de 1970 a 2000 de cátedras de historia medieval en la Universidad de Nancy-II, luego en la Universidad de París-Nanterre y finalmente en la Universidad de París-Sorbona, miembro de la Academia de las Inscripciones y de las Bellas Letras de 1990 a 2022.

## Biografía
Hijo del historiador Henry Contamine, y su hermano era Claude Contamine. Fue padre de 3 hijos: Jérôme Contamine, empresario y magistrado del Tribunal de Cuentas, Benoît y Anne-Sophie.
Realizó su educación secundaria en Caen (donde su padre enseñaba en la universidad), luego en el liceo Hoche de Versalles y en el liceo Louis-le-Grand (hypokhâgne y khâgne). Ingresado en historia en 1956, después de haber enseñado en la escuela secundaria, se convirtió en 1960, después de un breve paso en el CNRS, en asistente en la Sorbona, donde defendió en 1969, bajo la dirección de Robert Boutruche, su doctorado en letras, con una tesis titulada Guerra, Estado y sociedad en la Baja Edad Media. Estudios sobre los ejércitos de los reyes de Francia (1337-1494), publicados en 1972. En 1965 se incorporó a la Universidad de Nancy-II como profesor, luego profesor y luego profesor de historia medieval (1970). En 1973 se convirtió en profesor de historia de la Edad Media en la Universidad de París-Nanterre y luego en la Universidad de París-IV de 1989 a 2000.
Sus primeros libros se publicaron en los años 1960 y trataban sobre la guerra en la Edad Media, Azincourt (1964) y La guerra de los Cien Años (1968). En La Vie quotidienne pendant la guerre de Cent Ans: France et Angleterre, XIVe siècle (1976), amplió su tema de investigación a la economía, la vida privada e incluso el poder. Centrándose en Juana de Arco desde la década de 1980, publicó posteriormente varios trabajos sobre su tema. En 2017 publicó una biografía de referencia sobre el rey Carlos VII.
Sucedió a Régine Pernoud como directora del Centro Juana de Arco de Orleans en 1985, cargo que ocupó hasta 1989. En 2001, sucedió a Raymond Polin como director de la Fundación Thiers, cargo que mantuvo hasta 2010.
Es miembro de la Société nationale des antiquaires de France, de la Royal Historical Society y de la Société de l'histoire de France. También es miembro del Comité de Trabajos Históricos y Científicos, del comité científico del Istituto internazionale di Storia economica Francesco Datini de Prato, del consejo de administración de la Sociedad Arqueológica Francesa, del consejo científico de la Escuela Nacional de cartas, la junta directiva del Museo del Ejército, el Comité de Historia Económica y Financiera de Francia y el consejo científico del centro de estudios de historia de la defensa. Es doctor honoris causa de la Universidad de Potsdam.
Elegido en 1990 a la Academia de las Inscripciones y de las Bellas Letras en la presidencia de Paul Lemerle, es miembro electo de la Academia Europaea desde 1993 y presidente de la Sociedad de Historia de Francia en 2005.
Philippe Contamine murió el 26 de enero de 2022 en París a la edad de 89 años, y está enterrado en el cementerio Le Breuil-Bernard.

## Publicaciones
- Azincourt. Archives (en francés). Paris: Éditions Julliard. 1964.
- La guerre de Cent ans. Que sais-je?. Paris: Presses universitaires de France. 2010. ISBN 978-2-13-058322-6. Consultado el 27 de abril de 2024.
- Guerre, État et société à la fin du Moyen Âge. Les réimpressions des Éditions de l'École des hautes études en sciences sociales. Paris: École des hautes études en sciences sociales. 2003. ISBN 2-7132-1816-0. Consultado el 27 de abril de 2024.
- Guerre, État et société à la fin du Moyen Âge. Les réimpressions des Éditions de l'École des hautes études en sciences sociales (en francés). Paris: École des hautes études en sciences sociales. 2004. ISBN 2-7132-1816-0. Consultado el 27 de abril de 2024.
- La Vie quotidienne pendant la guerre de Cent ans. La Vie quotidienne (en francés). Paris: Hachette. 1976. ISBN 2-01-002961-5. Consultado el 27 de abril de 2024.
- La Guerre au Moyen Âge. Nouvelle Clio. L'Histoire et ses problèmes (en francés). Paris: Presses universitaires de France. 1980. ISBN 2-13-036308-3. Consultado el 27 de abril de 2024.
- Des pouvoirs en France, 1300-1500. Paris: Presses de l'École normale supérieure. 1992. ISBN 2-7288-0174-6. Consultado el 27 de abril de 2024.
- De Jeanne d'Arc aux guerres d'Italie. Varia (en francés). Orléans: Paradigme. 1994. p. 288. ISBN 2-86878-109-8. Consultado el 27 de abril de 2024.
- La noblesse au royaume de France, de Philippe le Bel à Louis XII. Moyen Âge (en francés). Paris: Presses universitaires de France. 1997. ISBN 2-13-048763-7. Consultado el 27 de abril de 2024.
- Pages d'histoire militaire médiévale XIVe-XVe siècles. Mémoires de l'Académie des inscriptions et belles-lettres (en francés). Paris: Institut de France. 2005. ISBN 2-87754-161-4. Consultado el 27 de abril de 2024.
- Jeanne d'Arc. Histoire et dictionnaire. Bouquins (en francés). Paris: Robert Laffont. 2012. ISBN 978-2-221-10929-8. Consultado el 27 de abril de 2024..
- Charles VII (en francés). Paris: Éditions Perrin. 2017. ISBN 978-2-262-03975-2. Consultado el 27 de abril de 2024. Prix du Figaro Histoire et de la chaîne Histoire.[9][1]

## Premios y reconocimientos
- Commandeur de la Légion d'honneur (2021)
- Commandeur de l'ordre des Palmes académiques
- Officier de l'ordre des Arts et des Lettres
- Officier de l'ordre du Mérite de la République fédérale d'Allemagne